# Descriptor
En lexicografia, mot principal d'una definició, que en constitueix el nucli semàntic. El descriptor aporta els trets semàntics fonamentals del mot definit i pertany a la mateixa categoria gramatical que aquest. El descriptor d'una definició lexicogràfica no sempre és el mot amb què s'introdueix la definició, a diferència dels descriptors utilitzats en terminografia, que sempre introdueixen la definició i que són conceptualment més genèrics que el terme definit.

## Tipus de descriptors lexicogràfics
Els descriptors lexicogràfics són diferents segons el tipus de definició que encapçalen:
- Definicions substancials de caràcter perifràstic
- Definicions hiperonímiques
- Definicions antonímiques
- Definicions intensives
- Definicions que indiquen cessació d'un procés
- Definicions meronímiques
- Definicions que indiquen relació entre un conjunt o classe i individu
- Definicions substancials de caràcter sintètic o sinonímic

### Definicions substancials de caràcter perifràstic
En el cas de les definicions de caràcter perifràstic, el descriptor acostuma a ser el primer mot de la definició. Aquest mot definidor principal coincideix sintàcticament amb el mot definit i aporta els trets semàntics fonamentals, mentre que els elements de la resta de la definició aporten els trets semàntics complementaris per a expressar el mateix significat que el mot definit. En aquest tipus de definicions, el descriptor és el nucli sintàctic de la frase definidora, com en el cas de les definicions hiperonímiques, antonímiques i intensives:

#### Definicions hiperonímiques
Aquest tipus de definicions són considerades per la lexicografia com les definicions prototípiques:

cotxe m. Vehicle per al transport de persones [...]

motocicleta f. Vehicle automòbil de dues rodes [...]

tractor m. Vehicle automòbil potent [...]

En aquesta tipologia de definicions el descriptor és un hiperònim del mot definit (vehicle és un hiperònim de cotxe), que té la mateixa categoria gramatical que aquest (tant cotxe com vehicle són noms). Des del punt de vista semàntic, és conceptualment més genèric que el terme definit (un cotxe, una motocicleta i un tractor són un tipus particular de vehicle). La particularitat o especificitat ve donada pels altres components de la definició que són els que expliciten les propietats semàntiques específiques.

#### Definicions antonímiques
improbable adj. No probable.

En aquest tipus de definicions, el descriptor té la mateixa categoria gramatical que el mot definit però és un antònim d'aquest, de manera que l'equivalència semàntica es produeix mitjançant la negació del descriptor.

#### Definicions intensives
demacrat -ada adj. Extremament amagrit.

emprenyar v. tr. Enutjar fortament.

En aquests casos, l'element o els elements que acompanyen al descriptor (extremament, fortament) són els que expressen el matís semàntic associat al mot definit. Per tant, el definit pot ser interpretat com un intensiu del descriptor utilitzat.

El descriptor, però, no sempre és el nucli sintàctic de la frase definidora, com passa en les definicions que assenyalen cessació d'un procés, en les meronímiques i en les que indiquen relació entre conjunt o classe i individu.

#### Definicions que indiquen cessació d'un procés
morir v. intr. Cessar de viure.

En aquesta tipologia de definicions, les expressions deixar de, cessar de són les que indiquen la relació lèxica entre el mot definit (morir) i el descriptor (viure).

#### Definicions meronímiques
lexicologia f. Branca de la lingüística que estudia el lèxic d'una llengua.

respatller m. Part d'una cadira, d'un banc, etc. [...]

En aquest cas l'expressió definidora pot ser introduïda per un mot genèric (branca, part, etc.), ja que el referent del mot definit es pot considerar una part del referent corresponent al mot utilitzat com a descriptor (el respatller és una part d'una cadira).

#### Definicions que indiquen relació entre un conjunt o classe i individu
professorat m. Cos de professors.

equip m. Conjunt dels jugadors d'un club o d'una altra entitat esportiva.

En aquest tipus de definicions, el descriptor té la mateixa la categoria gramatical que el mot definit, però diferent nombre, ja que el descriptor està en plural (professors, jugadors) i el mot definit en singular (professorat, equip). No obstant això, la categoria de singular l'aporta l'element que introdueix la definició (cos, conjunt, etc.) i n'és el nucli sintàctic.

### Definicions substancials de caràcter sintètic o sinonímic
En aquest tipus de definicions, la integració entre les propietats semàntiques i sintàctiques es produeix d'una manera plena i completa:

carrota f. pastanaga

maco adj. bonic

encertar v. tr. endevinar

Aquests exemples mostren com el descriptor (pastanaga, bonic i endevinar) coincideix amb el mot definit (carrota, maco, encertar) tant en l'aspecte semàntic com en el sintàctic (nom, adjectiu i verb).

## Tipus de descriptors terminològics
En el treball terminològic els descriptors acostumen a encapçalar definicions parafràstiques intensives o extensives (donen l'equivalència semàntica amb paraules i tenen equivalència sintàctica): 

### Definició parafràstica intensiva
roure m. Arbre del gènere Quercus, de la família de les fagàcies, caducifoli o de fulla marcescent, de fulles sinuades o més o menys profundament lobulades, flors unisexuals inconspícues, les masculines en aments pènduls i laxos, les femenines en petits grups, i fruit en gla, que sovint fa boscos tot sol o barrejat amb altres arbres.

El descriptor té el pes semàntic de la definició i coincideix amb el superordinat d'aquell terme. És la definició terminològica preferent. Està formada per un descriptor (arbre) i uns trets característics afegits per diferenciar el terme definit del seu descriptor i dels termes coordinats (caducifoli, de fulles sinuades, etc.).

### Definició parafràstica extensiva
cartutx m. Conjunt d'una beina plena, un culot i un pistó.

El descriptor també porta el pes semàntic de la definició. La definició consta d'un descriptor i d'una llista de les seves parts o fases. El descriptor coincideix amb un superordinat (conjunt), sovint molt general, i les seves parts o fases, amb els partitius immediats, també anomenats subordinats (beina, culot i pistó).